# Marie-Jeanne Bérère
Marie-Jeanne Bérère, née à Sennecey-le-Grand en Saône-et-Loire le 5 avril 1923 et morte à Lyon le 26 août 2000, est une féministe française.

## Biographie

### Début de vie
Marie-Jeanne Bérère naît à Sennecey-le-Grand le 5 avril 1923 dans une famille catholique très pieuse. Elle obtient son bac en 1944 et souhaite devenir institutrice, mais échoue à l'École normale. Assistante du prêtre de la paroisse où elle est très active, elle lit également de la théologie. Elle est recrutée dans un petit séminaire rural en 1959 et expérimente les mises à l'écart des femmes lors des repas ou des processions, accentuant sa détermination à y remédier.

### Études supérieures et engagements
En 1970, elle s'inscrit à la Faculté catholique de théologie de Lyon. Son mémoire de maîtrise porte sur la tradition catholique qui influence les représentations de la fonction de prêtre (voir section bibliographie « Le Jeu de la Tradition dans la Pratique Masculine du Ministère Apostolique »).
Elle fait partie du groupe lyonnais du réseau Femmes et Hommes en Église. Après avoir rencontré Renée Dufourt et Donna Singles, elle rédige avec elles en 1982 Et si on ordonnait les femmes...?.
En 1987, sa thèse de théologie porte sur une nouvelle vision de la femme la plus en vue du christianisme, Marie, mais n'est publiée qu'en 1999, sous prétexte que Bérère n'est pas connue.
Elle écrit dans Golias, une revue catholique lyonnaise contestataire, devient une assistante appréciée des étudiants à la faculté catholique et donne encore des conférences sur les inégalités homme-femme dans l'Église.

### Mort et postérité
Elle meurt à Lyon le 26 août 2000.
Ses archives sont consultables aux archives municipales de Lyon.

### Sur Marie-Jeanne Bérère
Mathilde Dubesset, Donna Singles, Renée Dufourt et Michelle Martin‑Grünenwald, « Marie-Jeanne Bérère, théologienne catholique, et la question des femmes dans l’Église », Clio. Femmes, Genre, Histoire, no 15,‎ 1er avril 2002, p. 199–207 (ISSN 1252-7017, DOI 10.4000/clio.97, lire en ligne, consulté le 23 février 2025)

### En commun
- Marie-Jeanne Bérère, Renée Dufourt et Donna Singles, Et si on ordonnait des femmes?, Le Centurion, 1982 (ISBN 978-2-227-31044-5, lire en ligne)
- Marie-Jeanne Bérère et Mathilde Dubesset, Les femmes dans l’avenir de l’Église, Accès des femmes aux ministères ordonnés, collectif Jacques Gaillot, 2000[2]

### Ses publications
- « L'ordination des femmes au diaconat », Effort Diaconal, nos 34-35,‎ janvier-juin 1974[2]
- « Le Jeu de la Tradition dans la Pratique Masculine du Ministère Apostolique », Cahiers de l'Institut Catholique de Lyon, sur Women Priests, no 3,‎ 1979 (lire en ligne, consulté le 23 février 2025)
- « L'ordination des femmes », Lumière et Vie, no 151,‎ 1981, p. 90-102[2]
- « L'Église d'aujourd'hui et la féminité », Bulletin de l'Association européenne de théologie catholique, no 1,‎ 1994, p. 75-91[2]
- « L’ordination des femmes dans l’Église catholique : les décisions du magistère », Revue de Droit Canonique, nos 46/1,‎ 1996, p. 7-20 (lire en ligne, consulté le 23 février 2025)
- Marie, L'atelier, coll. « Tout simplement », 1999[3]